# Moore-Tornado 2013
Koordinaten: 35° 20′ 46″ N, 97° 29′ 13,2″ W
Der Moore-Tornado 2013 war eine Naturkatastrophe am Montag, 20. Mai 2013, in Oklahoma, USA. Durch den Tornado wurden in Moore, Newcastle, Southern Oklahoma City und angrenzenden Gebieten mindestens 24 Personen getötet und 377 verletzt. Der Tornado war Teil eines größeren Wettersystems, das in den beiden Tagen zuvor und auch am Folgetag zahlreiche weitere Tornados hervorbrachte. Der knapp 2 Kilometer breite Tornado erreichte um 14:56 Uhr Ortszeit (19:56 Uhr UTC) den Boden und hielt für etwa 40 Minuten und etwa 27 km Bodenkontakt. Der Aufsetzpunkt des Tornados lag westlich von Newcastle, Oklahoma. Der Wirbelsturm zog durch ein dicht bewohntes Gebiet von Moore und bildete während seines Höhepunktes einen Pfad der Zerstörung mit einer Breite von etwa drei Kilometern.

## Meteorologischer Zusammenhang

Radarbilder des Tornados. Zu erkennen ist das Hakenecho der Gewitterzelle und der Debris Ball als heller Kreis an der „Spitze“ des Hakens, welcher die Trümmerwolke, die vom Tornado aufgewirbelt wird, darstellt.

Am 20. Mai zog ein wetterbestimmender Höhentrog ostwärts, ein steuerndes Höhentief lag über den Dakotastaaten und der Region des oberen Mittleren Westens. Ein südlich strömender Kurzwellentrog und ein mäßig starker polarer Jetstream zogen ost-nordostwärts über die südlichen Rocky Mountains in die südlichen Great Plains und über das Ozark-Plateau. Dabei bildeten sich zum Zeitpunkt der Tageshöchsttemperaturen schwere Gewitter. Unter dem Einfluss einer mäßig starken zyklonischen Strömung in der Höhe wurde von den Meteorologen erwartet, dass die Luftmassen über den südlichen Great Plains, dem Ozark-Plateau und dem mittleren Talverlauf des Mississippi River im Laufe des Nachmittags instabil würden. 
Obwohl der Tornado mit bis zu 340 km/h nicht an den EF-5-Tornado vom 3. Mai 1999 (484 km/h) heranreichte, gilt er als einer der stärksten Wirbelstürme der US-Geschichte und erreichte in Moore erneut EF-5, hatte einen 2,1 Kilometer breiten Wirbel und hielt 27 Kilometer lang Bodenkontakt. Die Luft heizte sich auf 28–30 °C auf, so dass gegen 13.10 Uhr Ortszeit eine erste tornado watch (TOA) herausgegeben wurde, die anderthalb Stunden später zum tornado warning (TOR) hochgestuft wurde, woraufhin die Sirenen ertönten. Der erste Bodenkontakt erfolgte sechzehn Minuten später, 14.56 Uhr Ortszeit. Die Trümmerwolke war mit bis zu sechs Kilometern sehr viel breiter als der Wirbel selbst und die Trümmer wurden bis zu 160 Kilometer weit gestreut.

## Auswirkungen

### Opfer
Mindestens 377 Personen wurden verletzt und 24 Tote vom Oklahoma Office of the Chief Medical Examiner gemeldet. Anfangs war von 91 Toten die Rede.
Moore liegt in der Tornado Alley (Tornado-Gasse), einem Bereich im Mittleren Westen der USA, in dem eine besonders hohe Wahrscheinlichkeit für Tornados besteht. So wurde Moore auch 1999, 2003 und 2010 von Tornados getroffen. 1999 traf ein Tornado die Region, in der Moore liegt, wobei 46 Menschen getötet und rund 8000 Gebäude zerstört wurden. Nach dem Tornado 2010 wurde kurzzeitig gefordert, dass zukünftig in Moore nur Häuser mit Kellern, welche Schutz vor Tornados bieten könnten, gebaut werden sollten. Da Moore eine ärmere Stadt ist, wurden diese Forderungen nicht umgesetzt. Selbst Schulen haben bis 2013 keine Keller bzw. Schutzräume. Beim Einsturz der Grundschule von Moore starben sieben Kinder.
Keller und unterirdische Schutzräume bieten nach Expertenansicht den einzigen wirkungsvollen Schutz bei Tornados. Moores Bürgermeister Lewis forderte nach dem Tornado, dass neue Mehrfamilienhäuser künftig einen Schutzraum haben müssten. Bisher haben nur etwa zehn Prozent der Häuser in Moore einen Keller.

### Folgen

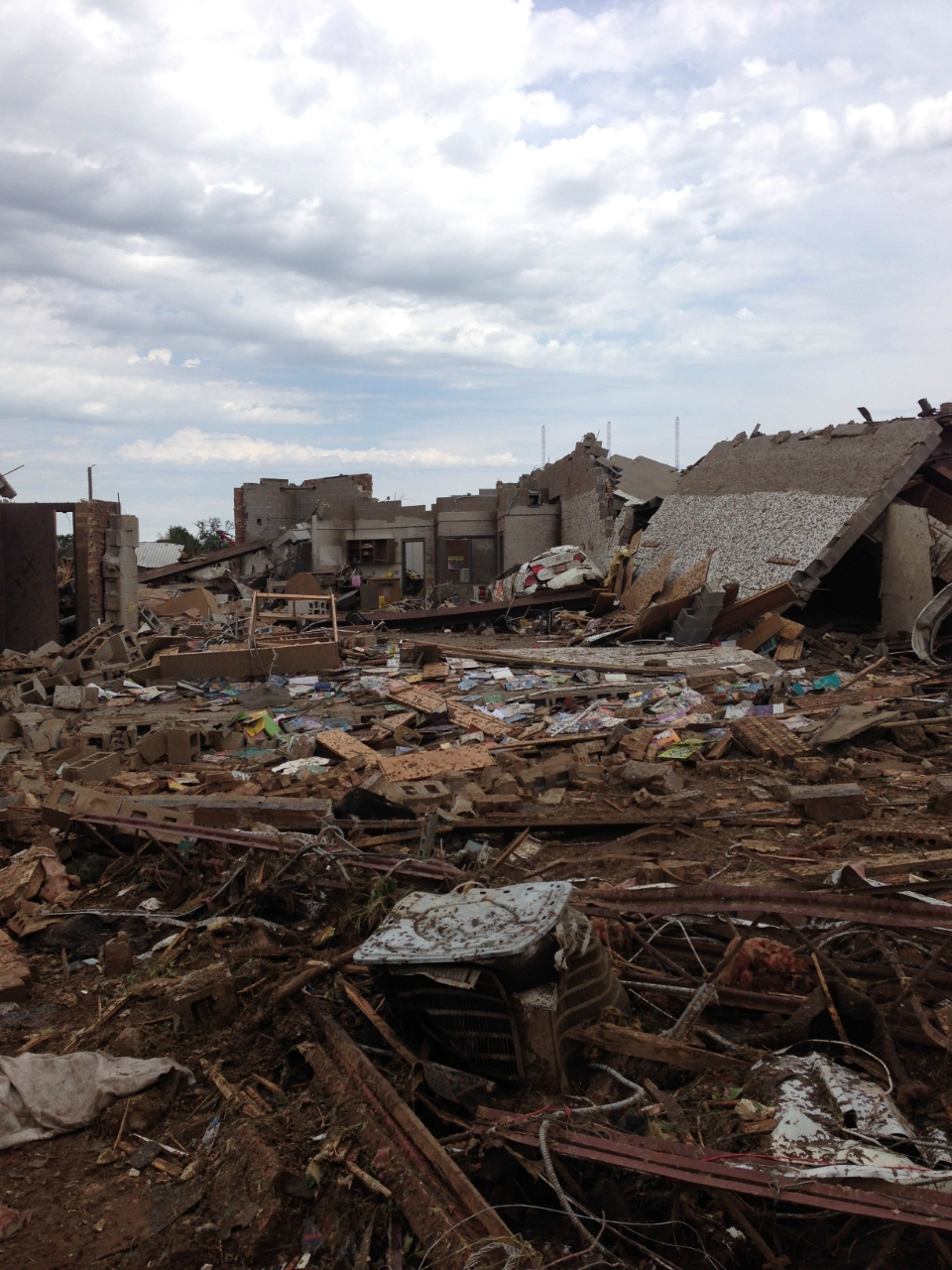
Trümmer einer Schule

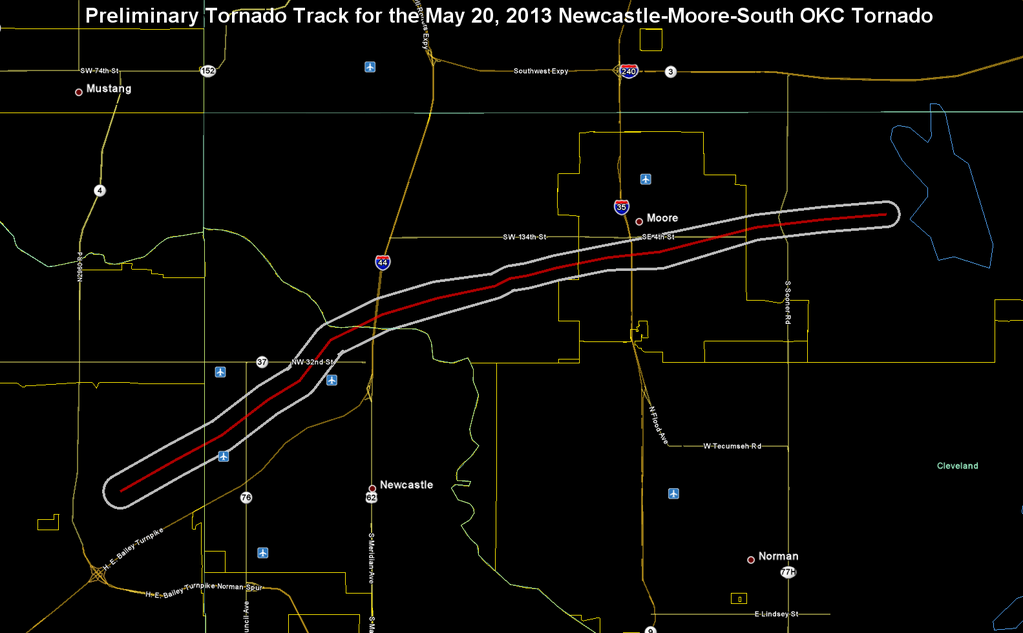
Vorläufige Spur des Tornados, erstellt vom National Weather Service

- Ganze Stadtviertel Moores (insgesamt 12.000 Häuser) wurden auf dem Weg des Tornados zerstört.[12][6]
- Zwei Schulen lagen direkt im Pfad des Tornados und wurden schwer beschädigt bzw. zerstört:
  - Briarwood Elementary School
  - Plaza Towers Elementary School, in der sich 75 Personen befanden.[13] Hier starben mindestens sieben Schulkinder.[12]
- Abschnitte der Interstate 35 (U.S. Highway 77) wurden gesperrt, weil vom Tornado mitgerissene Trümmer auf die Fahrbahn stürzten.[12]
- Über 38.000 Haushalte verloren die Versorgung mit elektrischem Strom.[5]
- Das Büro des National Weather Service in Norman, Oklahoma, stufte den Sturm vorläufig in die Kategorie EF-4 der erweiterten Fujita-Skala ein, hält jedoch auch EF-5 für möglich.[14]
- Das Moore Medical Center wurde stark beschädigt, 30 Patienten mussten in andere Krankenhäuser verlegt werden.[12]
- Die Trinkwasserversorgung der Stadt wurde unterbrochen.[2]

## Reaktionen
Die FEMA entsandte USAR-Teams in die vom Tornado getroffenen Gebiete und stellte Incident-Command-Personal zur Verfügung. Die Oklahoma National Guard wurde stationiert und qualifizierte Ersthelfer aufgerufen, sich an den Hilfsmaßnahmen zu beteiligen.